# Красноярська сільська рада (Сєверний район)
Красноя́рська сільська рада (рос. Красноярский сельский совет) — сільське поселення у складі Сєверного району Оренбурзької області Росії.
Адміністративний центр — село Красноярка.

## Населення
Населення — 484 особи (2019; 627 в 2010, 735 у 2002).

## Склад
До складу сільської ради входять:
| Населений пункт  | Населення, осіб (2002) | Населення, осіб (2010) |
| ---------------- | ---------------------- | ---------------------- |
| Кіпчаг, присілок | 129                    | 93                     |
| Красноярка, село | 264                    | 229                    |
| Незнайка, селище | 52                     | 50                     |
| Пашкино, село    | 290                    | 255                    |